# 桃捲葉蚜
桃捲葉蚜（学名：Myzus varians）为常蚜科瘤蚜屬下的一个种。